# Medoria flavicalyptrata
Medoria flavicalyptrata là một loài ruồi trong họ Tachinidae.